# Hypsarythmie

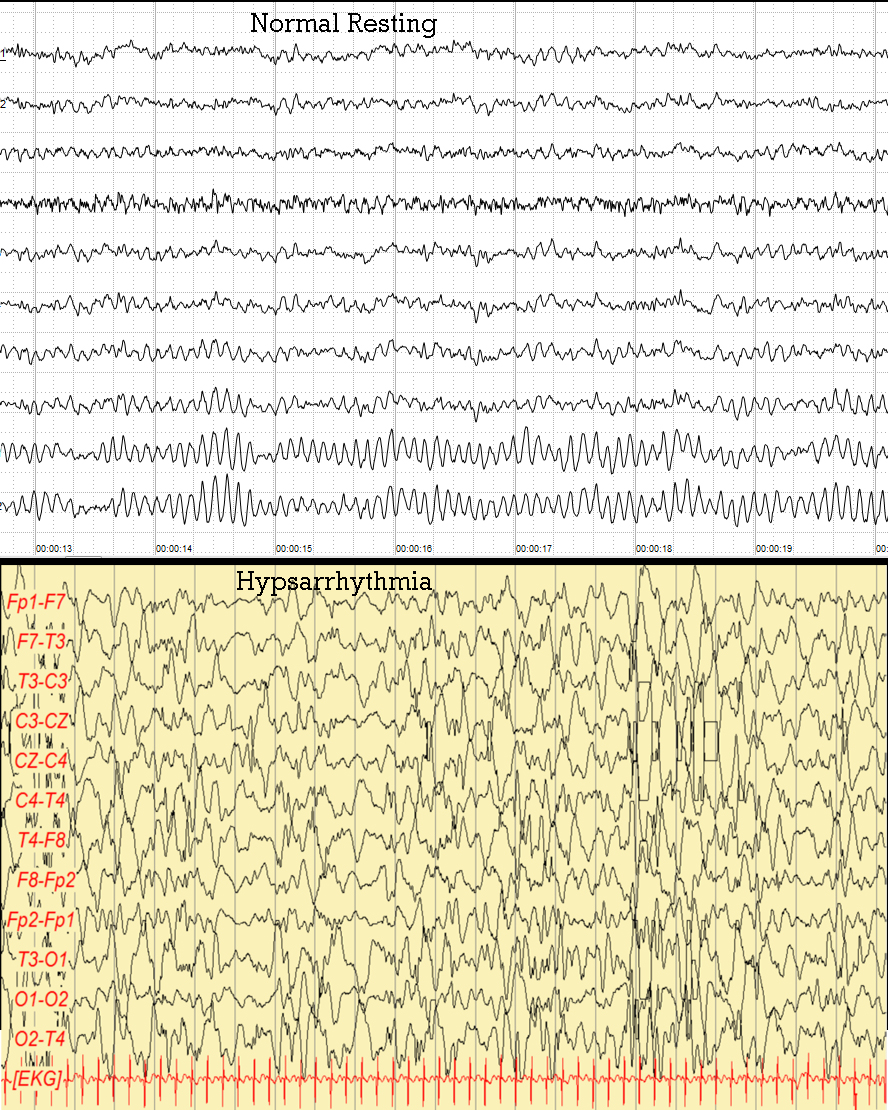
Comparaison d'un EEG normal avec celui d'un patient souffrant d'hypsarythmie

L'hypsarythmie est une anomalie de l'électroencéphalogramme constituée d'une activité continue d’ondes cérébrales lentes, de pointes et d’ondes aigües asynchrones et irrégulières changeant à chaque instant de durée et de topographie — focale, multifocale, généralisée — sans jamais prendre un aspect répétitif rythmique. Ce genre de tracé se rencontre principalement dans le syndrome de West.
- Possible alternance avec un aspect quasi normal : fragmentation.
- Après l’âge de 2 ans, organisation en tracé de pointes ondes lentes plus synchrones différent de l’hypsarythmie.
- L'hypsarythmie est absente dans 45 % des cas de spasmes infantiles (ou syndrome de West).
- L’hypsarythmie peut n’exister que pendant la somnolence ou le sommeil léger.